# Jesper Rask
Jesper Rask (Horning, 18 juli 1988) is een Deens doelman die uitkomt voor de Deense voetbalploeg Hobro IK. 

## Carrière
Hij begon zijn professionele carrière bij AGF waar hij in de 80ste minuut moest invallen in de achtste finales van de bekerwedstrijd tegen OB omdat de eerste keeper was uitgevallen met een blessure.
Na deze ene speeldag kwam Rask niet meer in actie en toen in 2010 zijn contract verliep, stapte hij transfervrij over naar HIK. Op 2 mei 2014 verlengde hij zijn contract tot 2016 met optie op nog een jaar.
Tot 1 mei 2015 kwam Rask 133 keer uit voor zijn ploeg.